# 3CON

1. Einleitung
3CON Anlagenbau GmbH ist ein international tätiges Unternehmen mit Sitz in Ebbs, Tirol, Österreich. Gegründet von Ing. Hannes Auer im Jahr 1998, hat sich 3CON auf die Entwicklung und Fertigung hochautomatisierter Produktionsanlagen spezialisiert. Das Unternehmen bedient vor allem die Automobil-, Pharma- und Medizinindustrie sowie deren Zulieferer. Mittlerweile ist 3CON auch in anderen Sparten tätig (Schneeerzeugung, Sonderanlagen für die Getränkedosenherstellung, oder Baustofferzeugung). Mit über 25 Jahren Erfahrung zählt 3CON zu den führenden Lösungsanbietern in der Fertigungsindustrie und beliefert weltweit mehr als 150 OEM- und Tier-1-Kunden in der Automobilindustrie.
2. Geschichte
- 1998: Gründung des Unternehmens in Deutschland.
- 2001: Gründung der 3CON Anlagenbau GmbH mit Sitz in Ebbs, Tirol, Österreich.
- 2013: Markteintritt in den USA und Kanada sowie Erweiterung des Hauptsitzes in Tirol.
- 2014: Erweiterung HQ Fertigungs- und Innovationszentrum in Ebbs, Tirol, Österreich.
- 2014: Gründung Niederlassung USA.
- 2014: Gründung von Niederlassungen in China und Mexiko.
- 2014: Markteintritt China und Japan.
- 2015: Markteintritt Mexico
- 2015: Turnover € 48 Mio.
- 2016: Nominierung für den BMW Supplier Innovation Award in der Kategorie "Produktivität".
- 2016: 286 Mitarbeiter
- 2016: Turnover > € 62 Mio.
- 2017: First Mover: Anlagenbauer mit integrierter Nähkleid- und Prototypenentwicklung.
- 2018: Auszeichnung mit dem BMW Supplier Innovation Award in der Kategorie "Produktivität".
- 2018: Turnover > € 92 Mio.
- 2019: Gründung Schwestergesellschaft Autobridge USA
- 2019: Gewinn des Hermes Wirtschaftspreises in der Kategorie "International".
- 2019: Auszeichnung als „Ausgezeichneter Tiroler Lehrbetrieb“.
- 2019: Auszeichnung als „Staatlich Ausgezeichneter Lehrbetrieb“.
- 2019: Erweiterung des Automatisierungszentrums am Hauptsitz.
- 2020: Fertigstellung Automatisierungszentrum inkl. Green Energy
- 2020: First Mover Verfahren: Vollautomatisiertes Nähen in Serie.
- 2021: Erweiterung Werk Mexico auf 5.000 m².
- 2022: Erweiterung Portfolio: Exterieur-Produktionssysteme
- 2022: Einführung hauseigenes ERP-System "3CONnect"
- 2024: Mitarbeiter > 800
- 2024: Turnover > € 140 Mio.
- 2024: Markteintritt in die Produktion von Systemen für die Pharma- und Medizinindustrie.

3. Geschäftsführung
- Ing. Hannes Auer – Gründer und Chief Executive Officer
- Ing. Christian Mayr – Chief Technology Officer
- Dipl.-Ing. Georg Kapfinger – Chief Operating Officer
- Ing. Philipp Heine – Chief Business Officer
- Alexander Auer – Authorized Signature

4. Geschäftsbereiche
3CON ist in folgenden Bereichen tätig:
- Automobilindustrie: Entwicklung von Fertigungs- und Montagesystemen für Interieur- und Kunststoff-Exterieur Komponenten. Mit den Sondermaschinen von 3CON erfolgt die Herstellung von Türverkleidungen, Instrumententafeln, Mittelkonsolen, Säulen, Sitzrückverkleidungen, Dachhimmel, Spoiler, Stoßfänger uvm. Zur Herstellung werden folgende Verfahren angewandt: Vollautomatisiertes Nähen, Press- und Vakuumkaschieren und Umbugen, verschied. Montagesysteme wie z.B.     Vorfixiervorrichtungen, Automatisiertes Klipse setzen, und Schrauben, Antiknarzlack-Auftrag, Fügetechnik, Kleberauftrag, Oberflächenbehandlung Beschnitt- und Stanztechnik usw.
- Pharma- und Medical: Seit 2023 betreibt das Unternehmen eine eigene Abteilung für Pharma- und Medizintechnik, die     Prozess- und Produktionssysteme für die spezifischen Anforderungen der pharmazeutischen und medizinischen Industrie entwickelt. Ein Schwerpunkt liegt auf einer patentierten Methode zur Inaktivierung von RNasen in Einweg-Bioprozessbehältern, Einweg-Baugruppen und Laborausstattungen mittels nicht-thermischem Plasma. Diese Technologie soll eine effektive Inhibition von RNasen gewährleisten. Darüber hinaus bietet das Unternehmen semi- und vollautomatische Produktionsanlagen für die Fertigung von 2D- und 3D-Einwegbeuteln an. Alternativ übernimmt das Unternehmen als Contract Manufacturing Organization (CMO) die Produktion maßgeschneiderter Produkte in verschiedenen Größen, Formen und Ausführungen.

- Allwetter-Beschneiungssystem „Snow4Ever“: Innovative, vollautomatische und temperaturunabhängige Schneeerzeugung: Die Anlage produziert technischen Schnee bei Temperaturen oberhalb des Gefrierpunkts und zeichnet sich durch einen reduzierten Energieverbrauch aus. Das System ermöglicht die Herstellung von verschiedenen Schneequalitäten, von trockenem Pulverschnee bis zu feuchtem Frühjahrsschnee, die individuell eingestellt werden können. Die Technologie verhindert das Vereisen der Maschine, wodurch ein unterbrechungsfreier Betrieb möglich ist. Für die Schneeproduktion werden lediglich Wasser und Luft benötigt, ohne den Einsatz chemischer Zusätze. Der Snow4Ever 200 ist modular aufgebaut und mobil einsetzbar, was flexible Anwendungen in Skigebieten, Wintersportzentren, Gletscherbeschneiung und Indoor-Anlagen erlaubt. Die Bedienung erfordert keine besonderen Vorkenntnisse, und Schulungen für Nutzer und Wartungspersonal werden angeboten.

5. Standorte und Mitarbeiter
- Österreich - Hauptsitz: Kleinfeld 16, 6341 Ebbs (600 Mitarbeiter)
- Deutschland: Rosenheimer Straße 30b, 83080 Oberaudorf (15 Mitarbeiter)
- USA: 47295 Cartier Dr., Wixom, Michigan, 48393 (70 Mitarbeiter)
- Mexico: Parque Industrial Advance Aeropuerto, Modulo 18, Navajas, Querétaro, C.P. 76246 (120 Mitarbeiter)
- China: Building A3, No.2 Shiyang Road, Jianzhou New City, Chengdu, 641400, Sichuan (70 Mitarbeiter)

6. Auszeichnungen und Zertifikate
- BMW Supplier Innovation Award: Auszeichnung in der Kategorie "Produktivität" im Jahr 2018.
- Hermes Wirtschaftspreis: Gewinn in der Kategorie "International" im Jahr 2019.
- Ausgezeichneter Tiroler Lehrbetrieb: Anerkennung für herausragende Ausbildungsqualität.
- Staatlich ausgezeichneter Ausbildungsbetrieb: Zertifizierung für exzellente Ausbildung.

7. Öffentliche Wahrnehmung und Medien
3CON wurde mehrfach in überregionalen und regionalen Zeitungen, sowie Fachzeitschriften erwähnt (z.B. in der Kronen Zeitung "Ministerin Margarethe Schramböck zu Besuch"), ("Fachkräft und Ausbildung Hauptthemen bei 3CON") oder (z.B. Bericht auf ORF wg. "Umsatzrekord 2021") und ist regelmäßig auf bedeutenden, internationalen Fachmessen vertreten. Das Unternehmen pflegt Kooperationen mit verschiedenen Partnern wie z.B. Dassault Systèmes oder Technia und ist bekannt für seine innovativen Lösungen in der Fertigungsindustrie.
8. Unternehmensstruktur
3CON ist eine GmbH mit Hauptsitz in Ebbs, Tirol. Das Unternehmen beschäftigt weltweit über 800 Mitarbeiter und verfügt über Niederlassungen in mehreren Ländern. 
Firmengründer, alleiniger Gesellschafter und alleiniger Geschäftsführer ist Ing. Hannes Auer.
9. Umsatz
| 2021 | € 98.860.242  |
| 2022 | € 106.834.912 |
| 2023 | € 132.827.820 |
| 2024 | € 139.061.000 |

10. Nachhaltigkeit und Verantwortung
3CON verfolgt eine Nachhaltigkeitsstrategie, die darauf abzielt, die ökologischen, sozialen und wirtschaftlichen Auswirkungen der Geschäftstätigkeiten zu reduzieren und gleichzeitig langfristigen Wert für Stakeholder zu schaffen. Das Unternehmen plant, ab 2026 jährlich eine umfassende Nachhaltigkeitsberichterstattung zu veröffentlichen, um transparent über Fortschritte und Herausforderungen zu informieren.
Die Nachhaltigkeitsaktivitäten von 3CON sind im Rahmen des Programms „Lean Green Digital 2025“ strukturiert, das drei zentrale Handlungsfelder definiert und den Rahmen für die zukünftigen Maßnahmen bildet. Nachhaltigkeit ist im Unternehmen als strategische Aufgabe verankert und wird durch die Zentralabteilung für Nachhaltigkeit sowie das Environment, Health and Safety (EHS)-Management koordiniert. Die einzelnen Unternehmensbereiche orientieren sich an gemeinsam vereinbarten Zielen und setzen ein systematisches Nachhaltigkeitsmanagement um.
Ein weiterer Schwerpunkt liegt auf der Einhaltung gesetzlicher Vorgaben und unternehmensinterner Richtlinien. Hierfür stellt 3CON seinen Beschäftigten einen Code of Conduct zur Verfügung, der ethisches und rechtlich konformes Verhalten regelt. Zudem hat das Unternehmen Erwartungen an seine Lieferanten formuliert, die im sogenannten Supplier Code of Conduct festgehalten sind.
11. Weblinks
- Offizielle Website: www.3con.com
- Kontaktseite: www.3con.com/kontakt

12. Literatur und Quellen
- 3CON Unternehmensseite: www.3con.com/unternehmen
- 3CON Kontaktseite: www.3con.com/kontakt